# Cupido biton
Cupido biton är en fjärilsart som beskrevs av Bremen 1861. Cupido biton ingår i släktet Cupido och familjen juvelvingar. Inga underarter finns listade i Catalogue of Life.